# Gabriela Dubská
Gabriela Dubská, rozená Finkesová (8. března 1915, Břeclav – 22. srpna 2003, Kosoř) byla česká knižní grafička, ilustrátorka a malířka.
Graficky upravila přes 300 knížek, k nejznámějším patří grafická úprava knihy H. Ch. Andersena: Pohádky (s ilustracemi Jiřího Trnky, SNDK 1957), která byla užita i ve všech zahraničních vydáních. S motivem Makové panenky (ilustrace Gabriely Dubské ke knize Václava Čtvrtka: O Makové panence a motýlu Emanuelovi, Panorama 1974) bylo vydáno mnoho papírenského a jiného zboží komerčního charakteru, např. 12 omalovánek, zápisníčky, kalendáře, obaly na pastelky, textilie různého druhu, magnetky, razítka, magnetofonové kazety, CD, videokazety a DVD. CD s Pohádkou o ptáku Klabizňákovi vyšlo i korejsky. Japonské vydání tohoto titulu bylo zařazeno mezi nejkrásnější „bilderbuchy“ světa.[zdroj?]

## Dílo
- 1953 Zdeněk Manďák: Hedvábné vlákno, SNDK
- 1959 K. Poljakovová: Pohádky, SNDK
- 1961 Ela Perociová: Domeček z kostek, SNDK
- 1962 Colette Vivierová: Severka, SNDK
- 1963 Karel Konrád: Kočko, kočko kočkatá!, SNDK
- 1964 Jan Alda: Věrní přátelé, SNDK
- 1964 Jindřich Hilčr: Hra pro pět prstů, SNDK
- 1966 Milan Ferko: První film, SNDK
- 1966 Věra Adlová: Blues pro Alexandru, SNDK
- 1967 Vladislav Stanovský: Kdo je nejsilnější, SNDK
- 1968 Vladislav Stanovský: Proč má zajíc prasklý pysk, SNDK
- 1971 Václav Čtvrtek: Kočičiny kocourka Damiána, Albatros
- 1971 Zdeněk Slabý: Třicet stříbrných klíčů, Práce
- 1972 Hana Doskočilová: Kudy chodí malý lev, Albatros
- 1973 Věra Adlová: Jarní symfonie, Albatros
- 1974 Václav Čtvrtek – Dubská Gabriela: O Makové panence a motýlu Emanuelovi, Panorama
- 1974 Jindřich Hilčr: Z křišťálové studánky (Sládek, Rais, Kožíšek), Albatros
- 1976 Jana Moravcová: Pohádky pro každé počasí, Albatros
- 1977 Dubská Gabriela: Filípek mezi květinami, Orbis
- 1977 Dubská Gabriela: Filípek mezi zvířátky, Orbis
- 1978 Dubská Gabriala: Filípek v ptačí říši, Panorama
- 1978 Barešová Majka: Jak vzniká řeka a co nás v ní čeká, Albatros
- 1979 Drijverová Martina: Táta k příštím Vánocům, Albatros
- 1979 Šrut Pavel: Popletená sova, Panorama
- 1984 Wie die Sonne den Regenbogen macht und andere Geschichten (Macourek, Mrázková, Nepil, Čtvrtek), Artia
- 1984 Zlatý věnec (texty o jednotlivých výtvarnicích), Albatros
- 1986 I racconti della Nonna (italsky – Macourek, Mrázková, Nepil, Čtvrtek), Artia
- 1986 Unikkoniityn ja metsän satuje (finsky – Macourek, Mrázková, Nepil, Čtvrtek), Artia
- 1986 Godnatt Historier (norsky – Macourek, Mrázková, Nepil, Čtvrtek), Artia
- 1986 Sagor för godnattstunden (švédsky – Macourek, Mrázková, Nepil, Čtvrtek), Artia
- 1986 Fairy Tales for Bed Time (anglicky – Macourek, Mrázková, Nepil, Čtvrtek), Artia
- 1988 Čtvrtek Václav – Dubská Gabriela: Pohádka o ptáku Klabizňákovi, Albatros
- 1995 Čtvrtek Václav – Dubská Gabriela: Maková panenka, Albatros
- 1995 Čtvrtek Václav – Dubská Gabriela: Poppy Doll, Albatros
- 1995 Čtvrtek Václav – Dubská Gabriela: Das Mohnpüppchen, Albatros
- 1996 Čtvrtek Václav – Dubská Gabriela: Pohádka o ptáku Klabizňákovi, Maruzen Mate, Japonsko
- 1997 Čtvrtek Václav – Dubská Gabriela : Kchǔllapičǔnjakchǔ, Hankuk montche soli, Sǒul, Korea
- 1997 Čtvrtek Václav – Dubská Gabriela: Makowa panienka, Grafag, Polsko
- 1998 Čtvrtek Václav – Dubská Gabriela: Makulienka, Egmont Neografia, Slovensko
- 1999 Dubská Gabriela: Maková panenka (leporelo), Albatros
- 2000 Čtvrtek Václav – Dubská Gabriela: O Makové panence a motýlu Emanuelovi, Olympia
- 2000 Čtvrtek Václav – Dubská Gabriela: Das Mohnfräuken und der Falter Emanuel, Olympia
- 2000 Čtvrtek Václav – Dubská Gabriela: Poppy doll and butterfly Bartholomew, Olympia
- 2005 Gabriela Dubská dětem, Euromedia Group – Knižní klub